# NGC 2615
NGC 2615 (również PGC 24071 lub UGC 4481) – galaktyka spiralna z poprzeczką (SBb), znajdująca się w gwiazdozbiorze Hydry. Odkrył ją Édouard Jean-Marie Stephan 6 lutego 1885 roku.
W galaktyce tej zaobserwowano supernową SN 2014ao.